# Mike Flood
Michael John Flood, né le 23 février 1975 à Omaha, est un homme politique américain. Membre du Parti républicain, il représente le 1re district du Nebraska à la Chambre des représentants des États-Unis depuis 2022.

## Biographie
Avant son élection au congrès en 2022 lors d'une élection spéciale, Flood est un sénateur d'État à la Législature d'État du Nebraska et ancien président de la législature. Il est également homme d'affaires dans l'industrie des télécommunications. Réélu durant l'élection générale quelques mois plus tard, il est réélu en 2024 face à la démocrate Carol Blood.

## Vie personnelle
Flood a deux enfants.